# Wspólnota administracyjna Pielenhofen-Wolfsegg
Wspólnota administracyjna Pielenhofen-Wolfsegg – wspólnota administracyjna (niem. Verwaltungsgemeinschaft) w Niemczech, w kraju związkowym Bawaria, w rejencji Górny Palatynat, w regionie Ratyzbona, w powiecie Ratyzbona. Siedziba wspólnoty znajduje się w miejscowości Wolfsegg, a jej przewodniczącym jest Ludwig Renner.
Wspólnota administracyjna zrzesza dwie gminy wiejskie (Gemeinde): 
- Pielenhofen, 1 419 mieszkańców, 13,25 km²
- Wolfsegg, 1 458 mieszkańców, 7,46 km²